# Kỳ thu tiền bình quân
Kỳ thu tiền bình quân (hay Số ngày luân chuyển các khoản phải thu, Số ngày tồn đọng các khoản phải thu, Số ngày của doanh thu chưa thu) là một tỷ số tài chính đánh giá hiệu quả hoạt động của doanh nghiệp. Tỷ số này cho biết doanh nghiệp mất bình quân là bao nhiêu ngày để thu hồi các khoản phải thu của mình.
Tỷ số này được tính ra bằng cách lấy số ngày trong năm chia cho số vòng quay khoản phải thu. Một cách tính khác là lấy trung bình cộng các khoản phải thu chia cho doanh thu thuần (doanh thu không kể tiền mặt) bình quân mỗi ngày.
Dựa vào Kỳ thu tiền bình quân, có thể nhận ra chính sách bán trả chậm của doanh nghiệp, chất lượng công tác theo dõi thu hồi nợ của doanh nghiệp. Theo quy tắc chung, kỳ thu tiền bình quân không được dài hơn (1 + 1/3) kỳ hạn thanh toán. Còn nếu phương thức thanh toán của doanh nghiệp có ấn định kỳ hạn được hưởng chiết khấu thì kỳ thu tiền bình quân không được dài hơn (1 + 1/3) số ngày của kỳ hạn được hưởng chiết khấu.